# 前橋東看護学校
前橋東看護学校（まえばしひがしかんごがっこう）とは、群馬県前橋市江木町にある看護学校。公益社団法人前橋積善会が運営元で、厩橋病院が隣接している。

## 概要

### 沿革
1928年（昭和3年）6月15日、社団法人前橋積善会は精神病院である厩橋病院を設立開院した。
次いで1941年（昭和16年）11月11日、精神疾患患者を看護する看護婦の必要性から知事の認可を受けて看護婦学校を設立開校した。
1953年（昭和28年）4月1日、新制度に基づき准看護婦学校に改め、従来の看護婦学校は自然廃校となった。1995年（平成7年）3月、第41回生卒業とともに准看護婦学校は課程変更のため閉校し、1995年（平成7年）4月から前橋東看護学校を開校した。

### 教育理念
人間愛に基づいた奉仕の精神を基盤とし、幅広い知識・能力を看護の実践者を育成する。
その看護活動は、国籍、人種、新庄、政治及び社会的立場のいかんにかかわらず、あらゆる健康上の問題を解決するよう支援することである。
また、看護を受ける人の心を大切にした看護活動ができるとともに看護の発展に貢献できる人材の育成をめざすものである。

### 教育目的
人間愛を基本にし、看護に関する総合的能力を養うことにより、看護学の発展と地域社会に貢献できる人材の育成をめざすものである。

### 教育目標
1. 人間性を豊かにし人間を総合的に理解する能力を養う
2. 対象にあった適切な看護を展開できる能力を養う
3. 看護職としての使命を自覚し、保健・医療・福祉チームの一員として機能できる能力を養う
4. 保健・医療・福祉チームの一員としての協調性と責任感を養う
5. 地域社会で求められる看護に応じられる能力を養う